# Aktueel Sportief

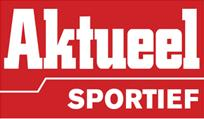
Het logo van Aktueel Sportief.

Aktueel Sportief was een hoofdzakelijk op mannen gericht Nederlands weekblad, dat op 21 juni 2006 ontstond door een naamswijziging van het sinds 1982 verschenen weekblad Aktueel. Die uitgave was op haar beurt weer de opvolger van het in 1978 opgerichte weekblad Rits.
In Aktueel Sportief stond wereldnieuws, misdaad en sport centraal. Sinds de laatste naamswijziging was de in de voorgangers Rits en Aktueel zo prominente aandacht voor erotiek vrijwel geheel naar de achtergrond verdwenen. Er werd gekozen voor een bredere redactionele basis met, naast de drie al genoemde centrale aandachtsgebieden, ook nieuws en achtergronden over wetenschap, geldzaken, motorsport, gezondheid en entertainment.
De nieuwe formule, ontwikkeld in samenwerking met het Franse tijdschrift Paris Match, bracht sensationele verhalen, schokkende beelden, een vast sportkatern van 24 pagina's en nieuws op het gebied van auto’s, motoren, gadgets en een strak lichaam.
Zeventig procent van de lezers van Aktueel Sportief was in 2007 man, twee derde daarvan viel in de leeftijdscategorie van 18 tot 49 jaar. Het blad, dat werd uitgegeven door Audax Media B.V., had een verspreide oplage van ruim 75.000 exemplaren. en een bereik van 568.000 personen boven 13 jaar.

## Bekende medewerkers
- Ko Boos (chef redacteur)
- Gerhard Hormann (journalist, thriller-schrijver)